# Musée d'Antalya
Le musée d' Antalya ou musée archéologique d'Antalya ( turc : Antalya Müzesi   ) est l'un des plus grands musées de Turquie, situé à Konyaalti, Antalya . Il couvre une superficie de 7000 m2 et 5000 œuvres d'art y sont exposées.
En tant que musée exposant d'œuvres qui retracent l'histoire des régions de la Méditerranée et de la Pamphylie en Anatolie, le musée d'Antalya est l'un des musées les plus importants de Turquie.
Le Musée a remporté le "Prix spécial du Conseil européen" en 1988.

## Description
Le musée régional d'Antalya comprend 13 salles d'exposition, 1 espace d'exposition en plein air, des laboratoires, un débarras, des ateliers de réparation, une salle photographique, une salle de conférence, des bureaux administratifs, une cafétéria et des logements pour les responsables du musée.
Les salles d'exposition sont les suivantes :

### Salle d'histoire naturelle
Montre des créatures vivantes de l'homme jusqu'aux animaux unicellulaires, des graphiques et des images, des fossiles et des os.

### Salle de préhistoire
Ici sont exposées des œuvres trouvées à Karain, Okuzini et Sehahoyuk. Karain est une grotte, qui a été le théâtre d'une série continue de civilisations. Les œuvres vont de celles du paléolithique à celles de l'époque romaine. Les œuvres comprennent des fossiles d'animaux et des ustensiles de cuisine.

### Salle de proto-histoire
Ici sont exposées des œuvres du néolithique, du calcolithique et du début de l'âge du bronze trouvées à Hacilar.

### Salle d'époque classique
On y trouve des œuvres datant de l'âge mycénien à l'âge hellénistique, notamment des figurines en terre cuite, des bols à vin et des plats.

### Salles de la statuaire romaine
Dans cette salle sont exposées, entre autres, des statues de personnages mythologiques datant des IIe et IIIe siècles de notre ère trouvés dans des fouilles à Pergé. La liste des statues comprend entre autres les figures mythologiques suivantes : Athéna, Zeus, Artémis, Harpocrate, Aphrodite, Asclépios, Tyché, Méléagre, Hécate, Hermès et Marsyas.

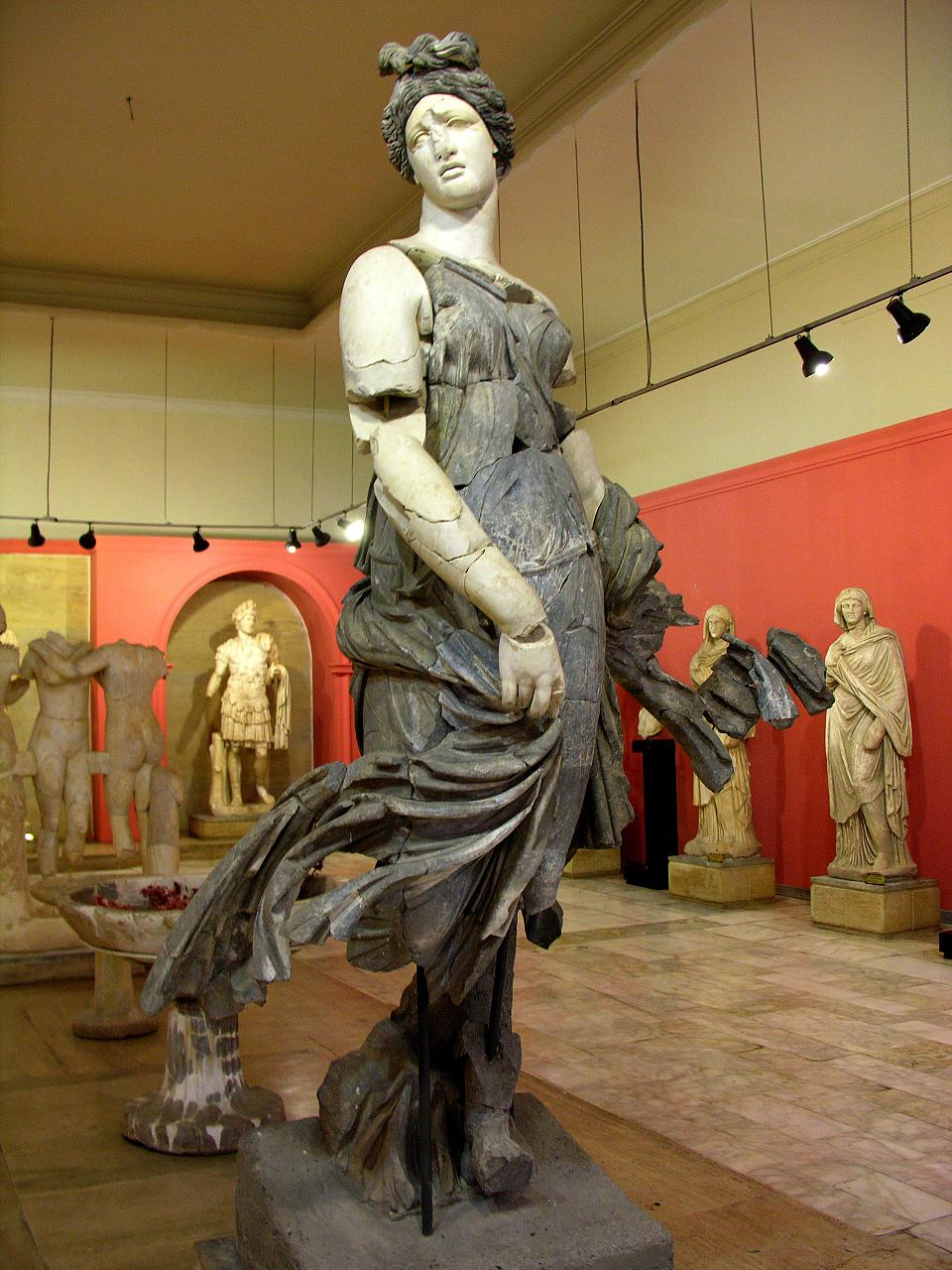
Statue de danseuse. Marbres blanc et noir. IIe siècle.  H. 2,25 m
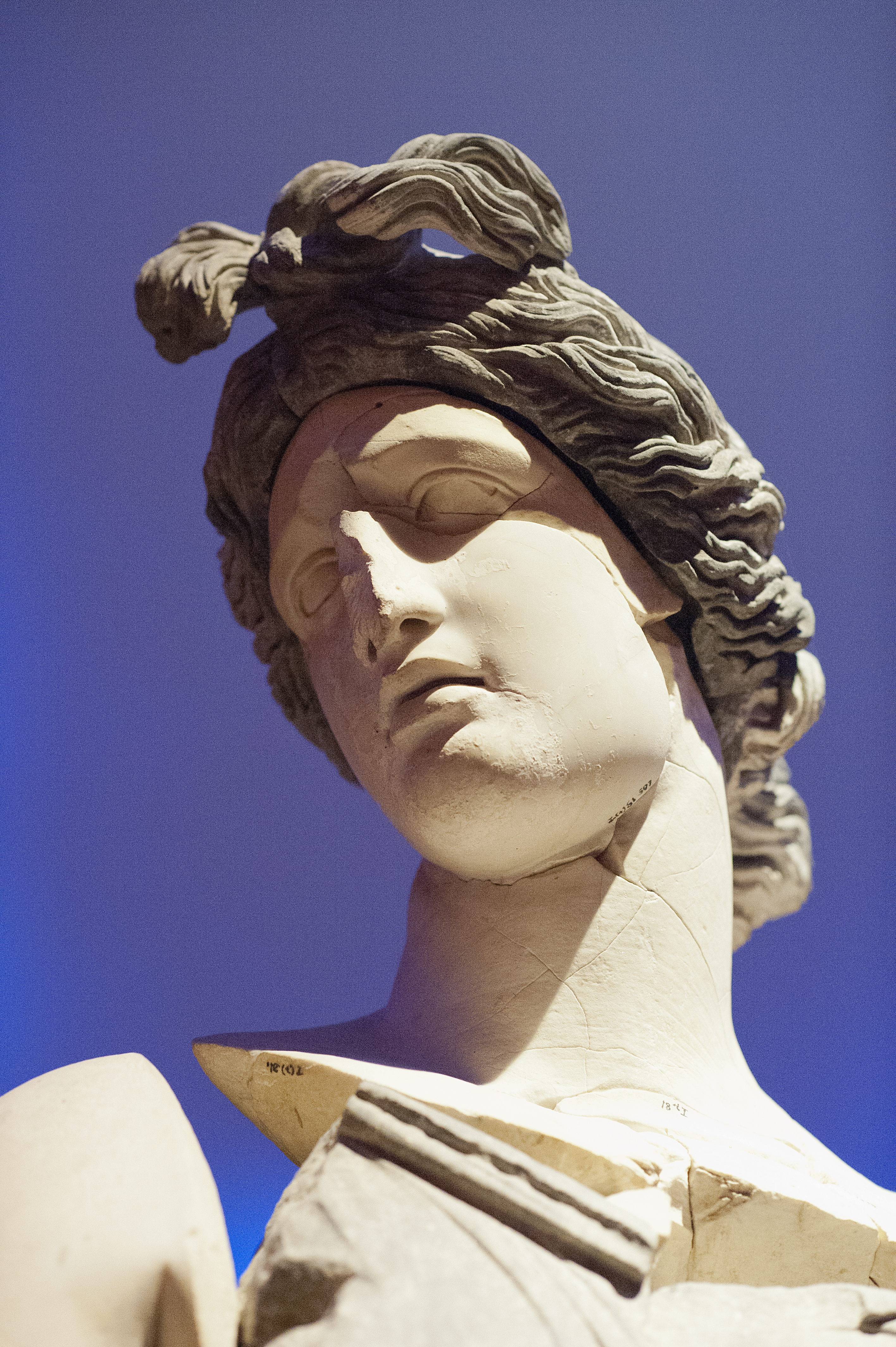
Statue de danseuse. Détail. Copie d'un original de style Rococco hellénistique
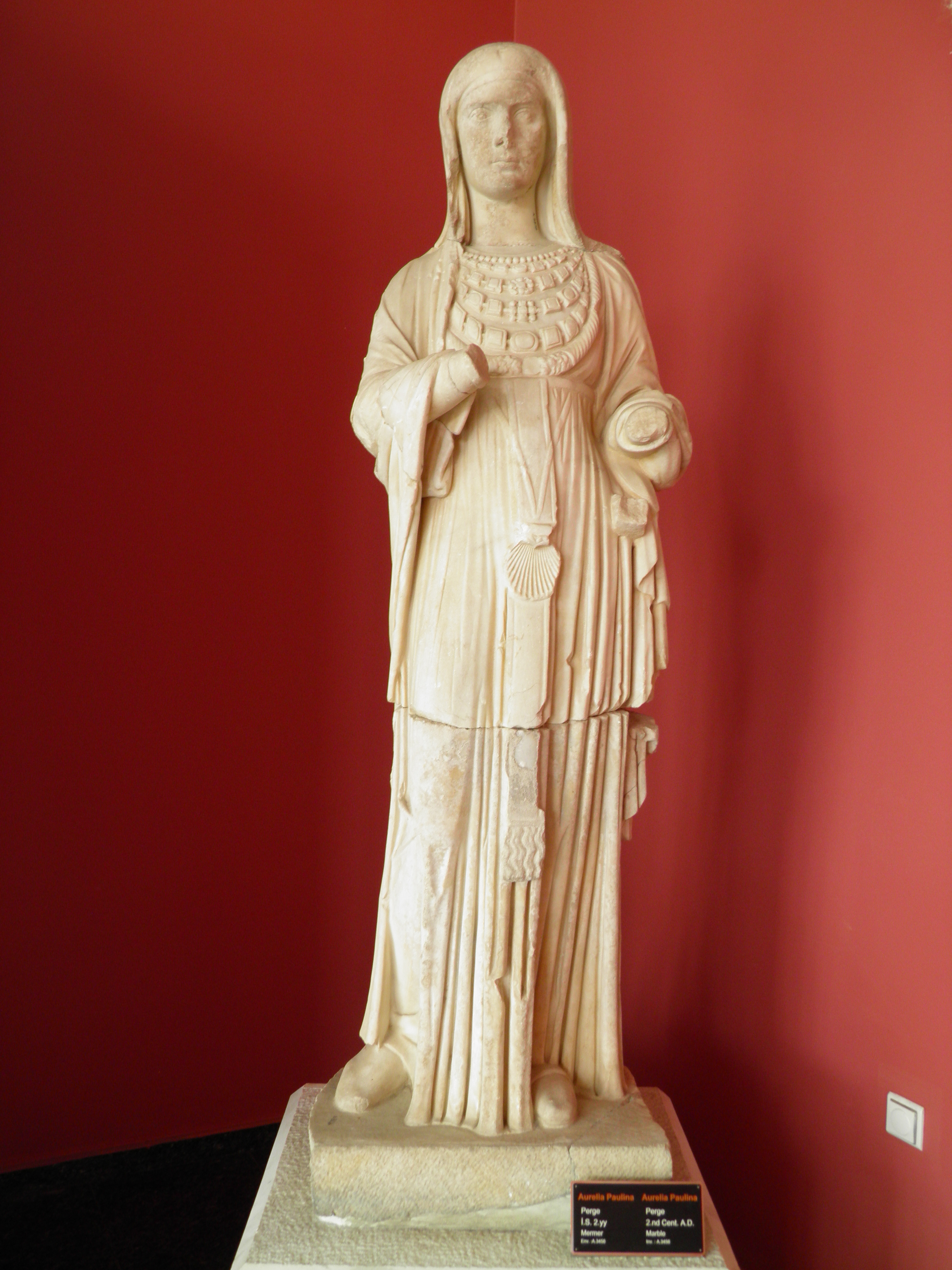
Statue d'une prêtresse d'Artémis (érigée en tant que représentante de la déesse sur terre). H. 1,68 m
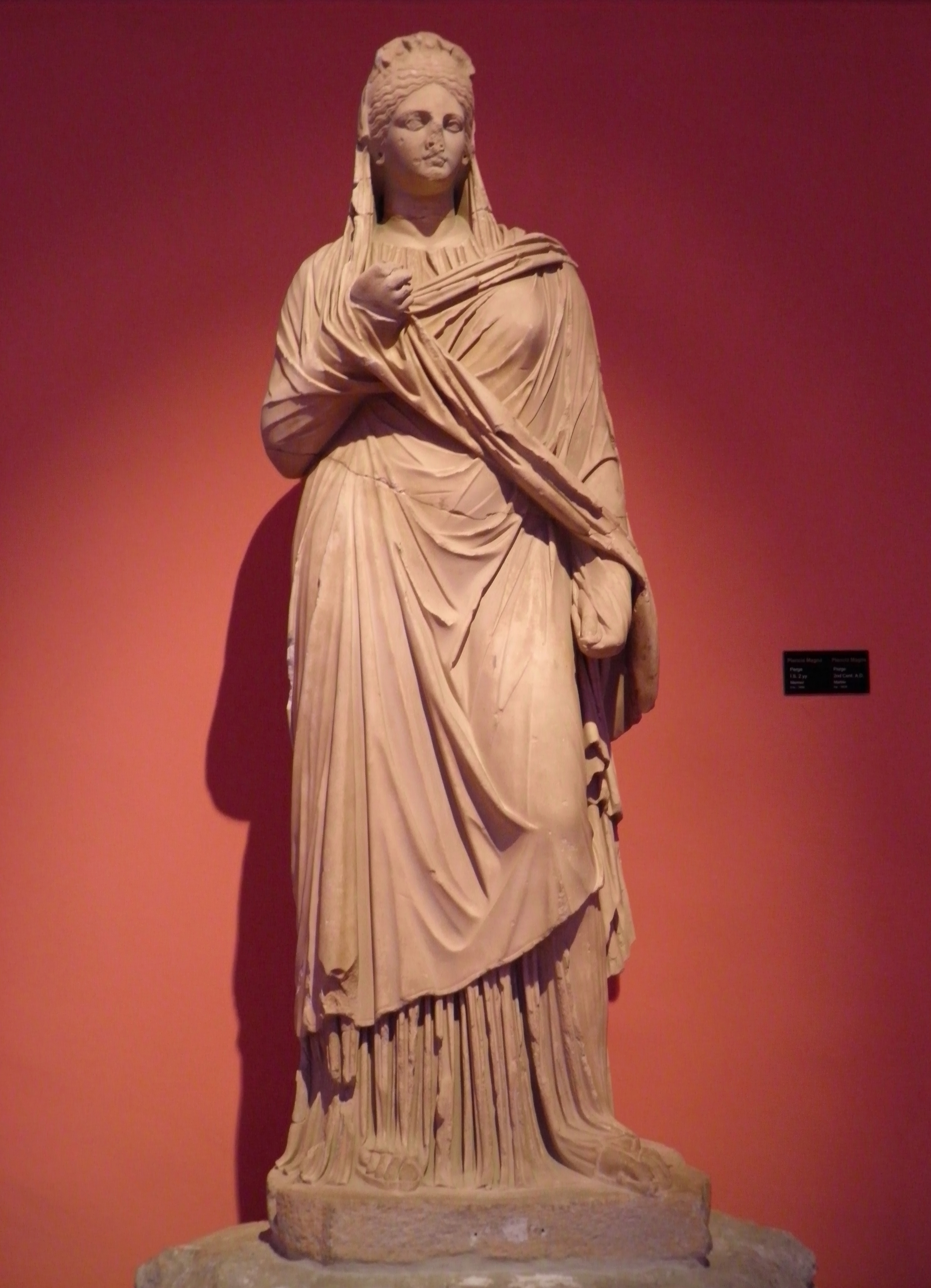
Statue de Plancia Magna, grande bienfaitrice de Perge, IIe siècle
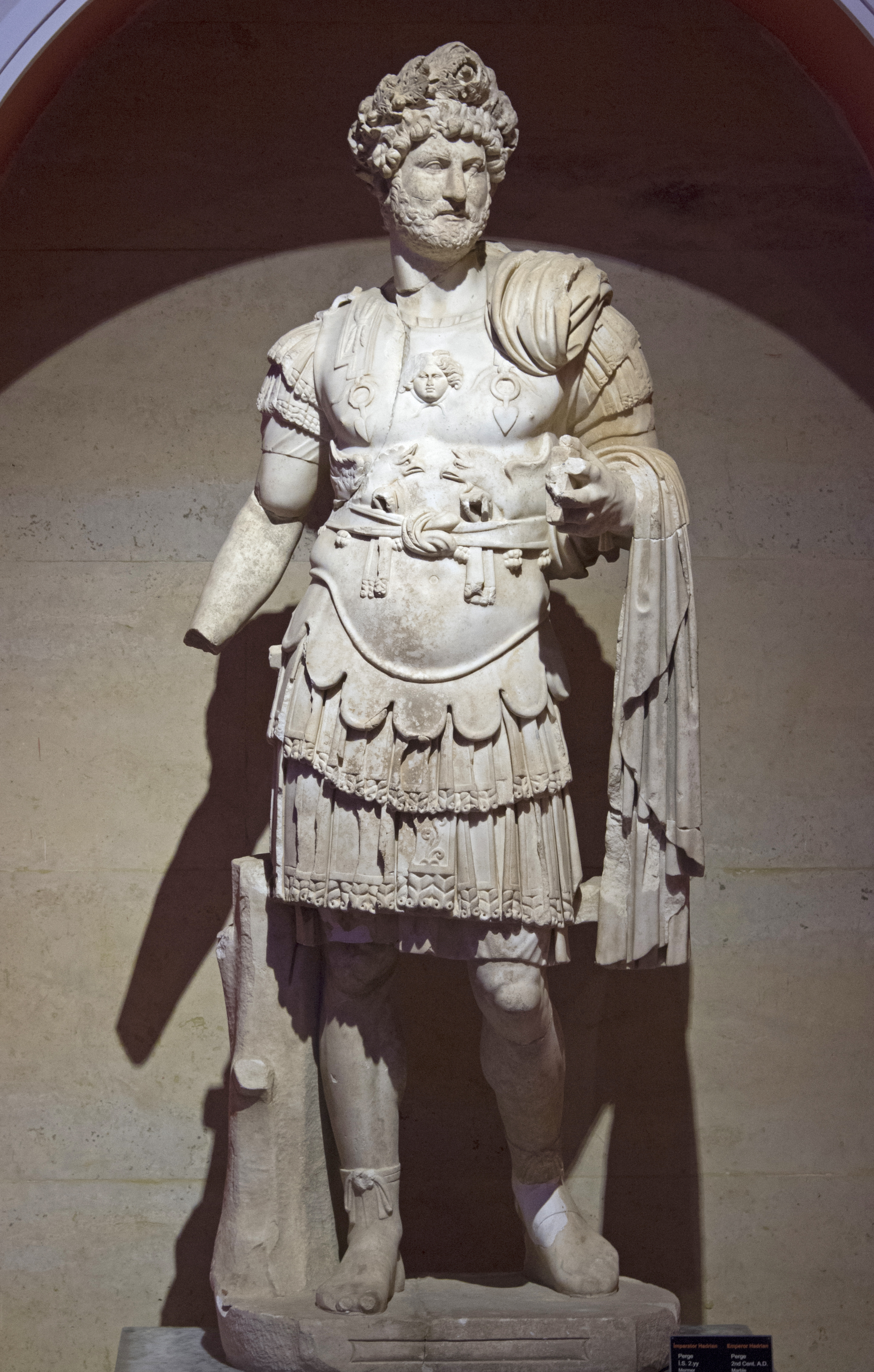
Hadrien revêtu d'une cuirasse.  H. 2,40 m
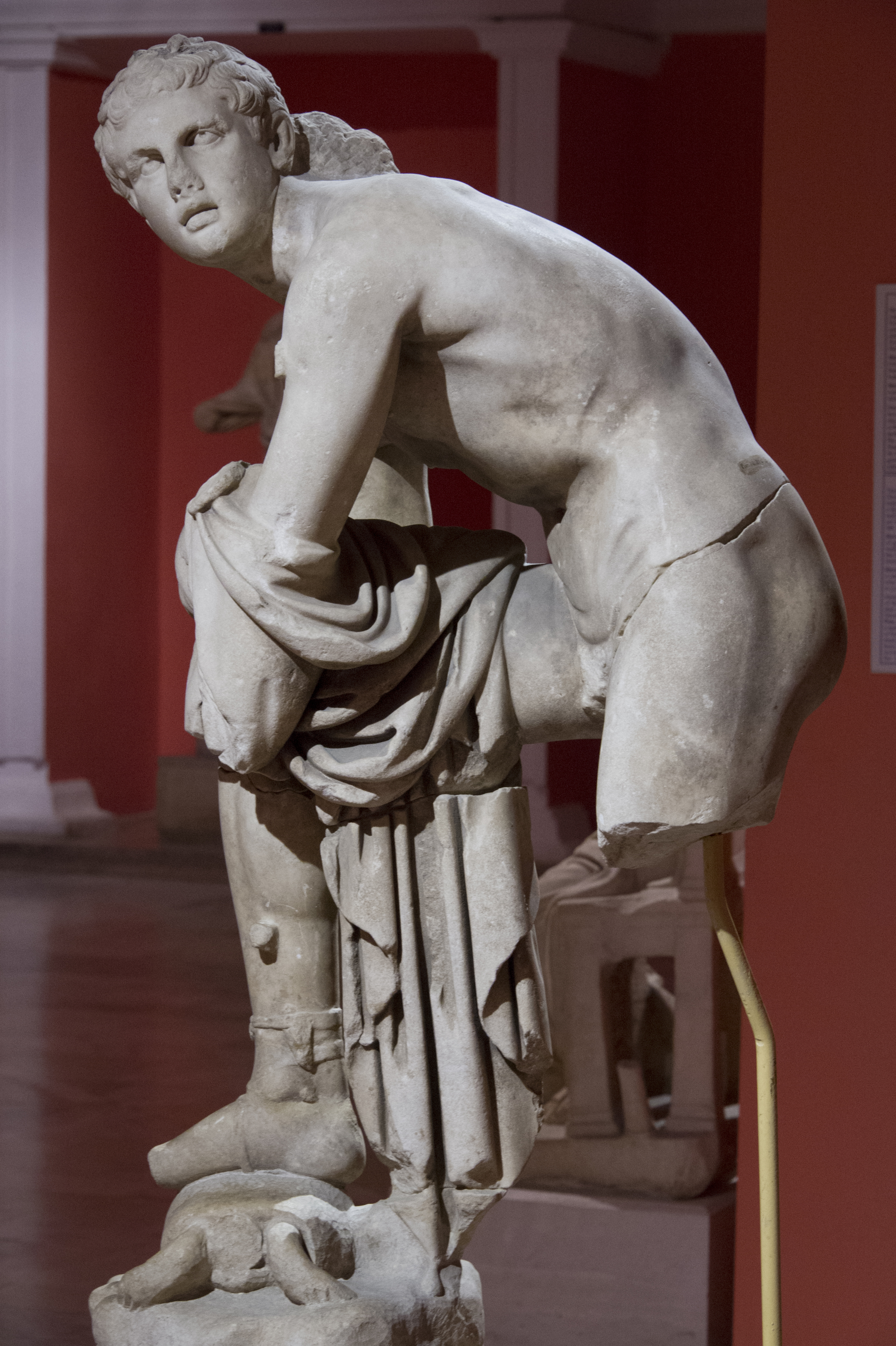
Hermès attachant sa sandale, d'après un original attribué à Lysippe. H. 1,62 m
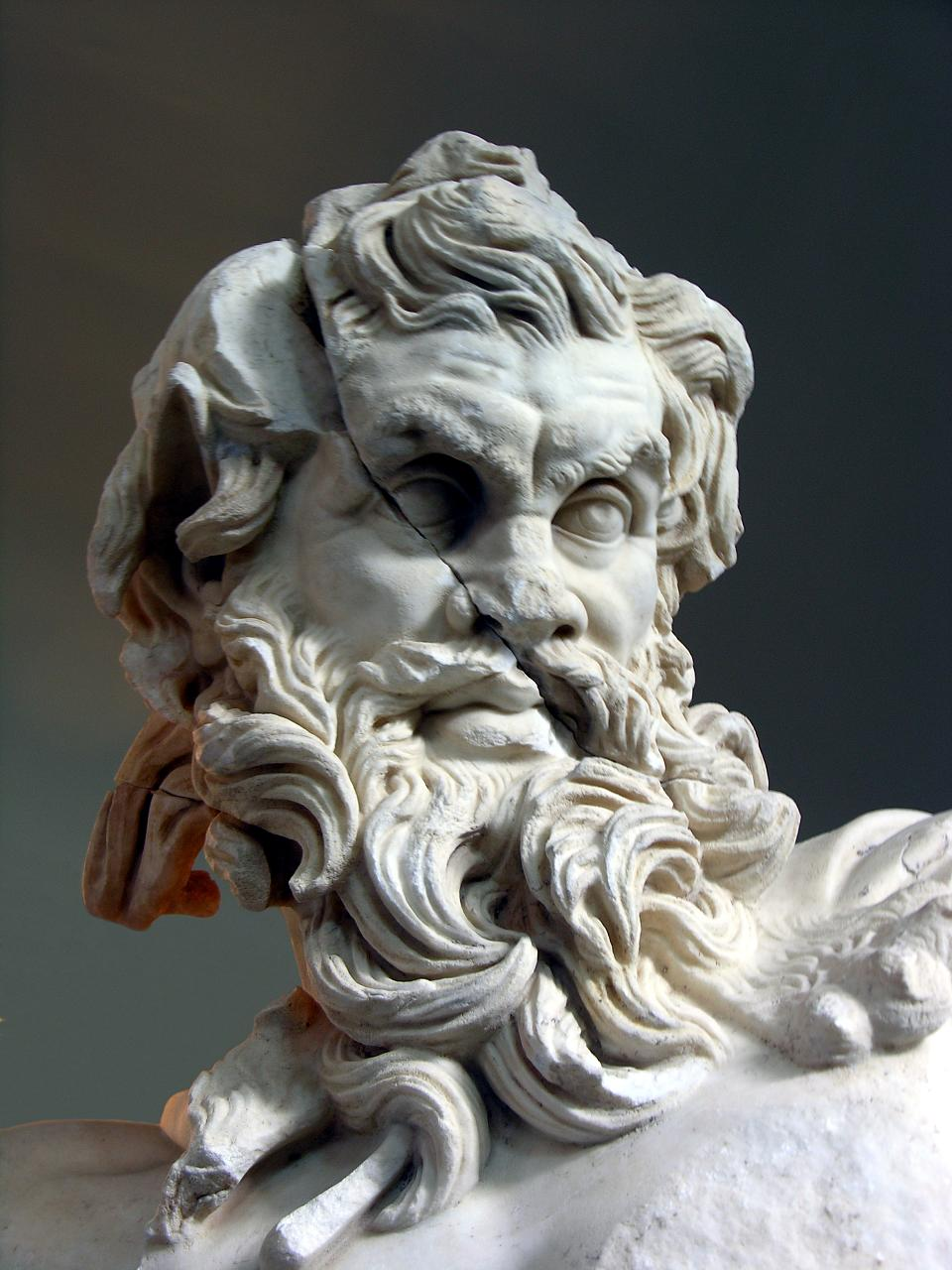
Statue de Marsyas, trouvée devant la scène du théâtre. Pergé. Fin IIe siècle. H. 2,56 m
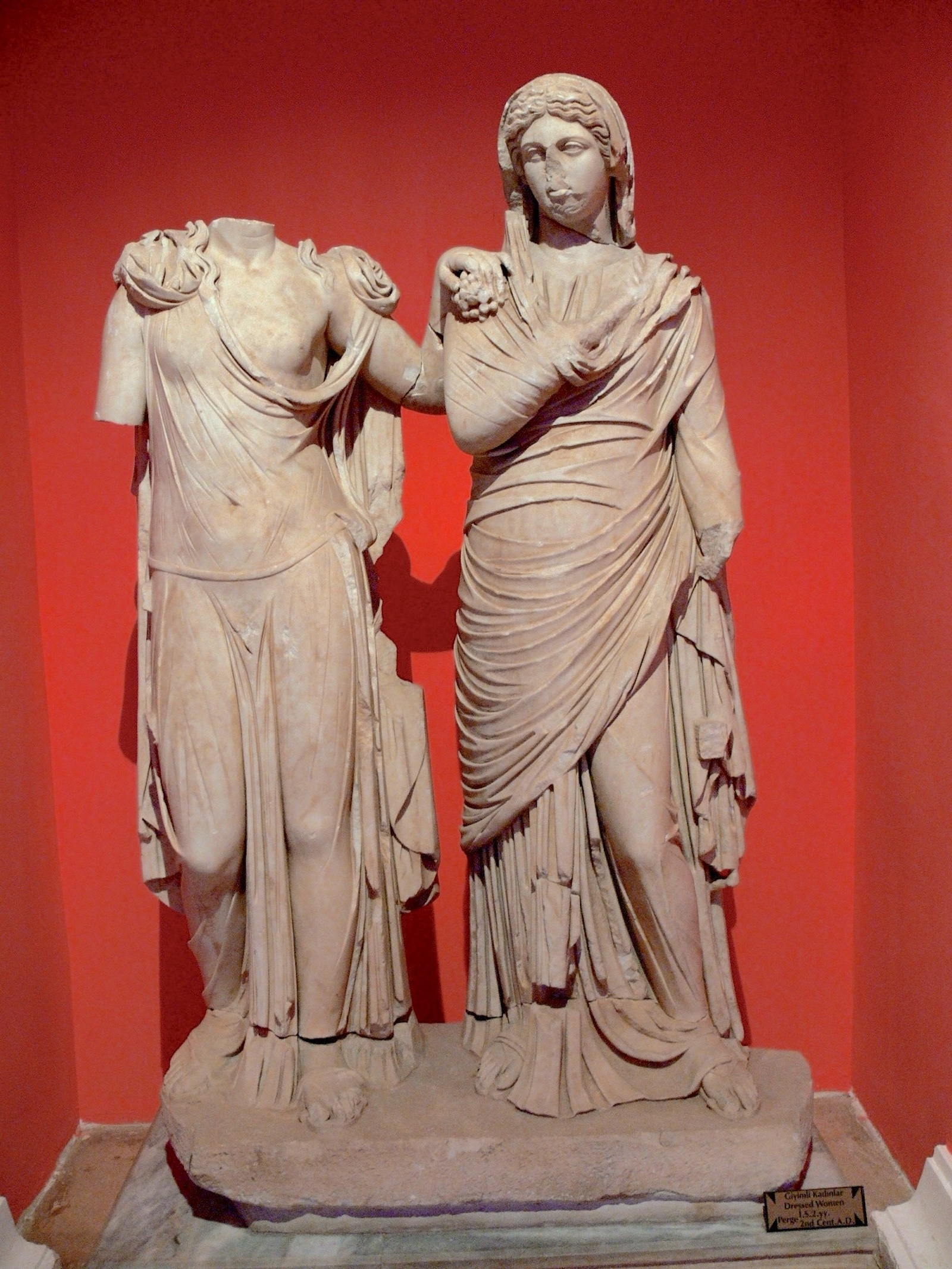
Groupe de deux femmes. Une femme célèbre de Pergé (chiton, himation, type IIe siècle AEC) sous la protection d'une déesse du cortège de Dionysos. IIe siècle. H. 1,73 m
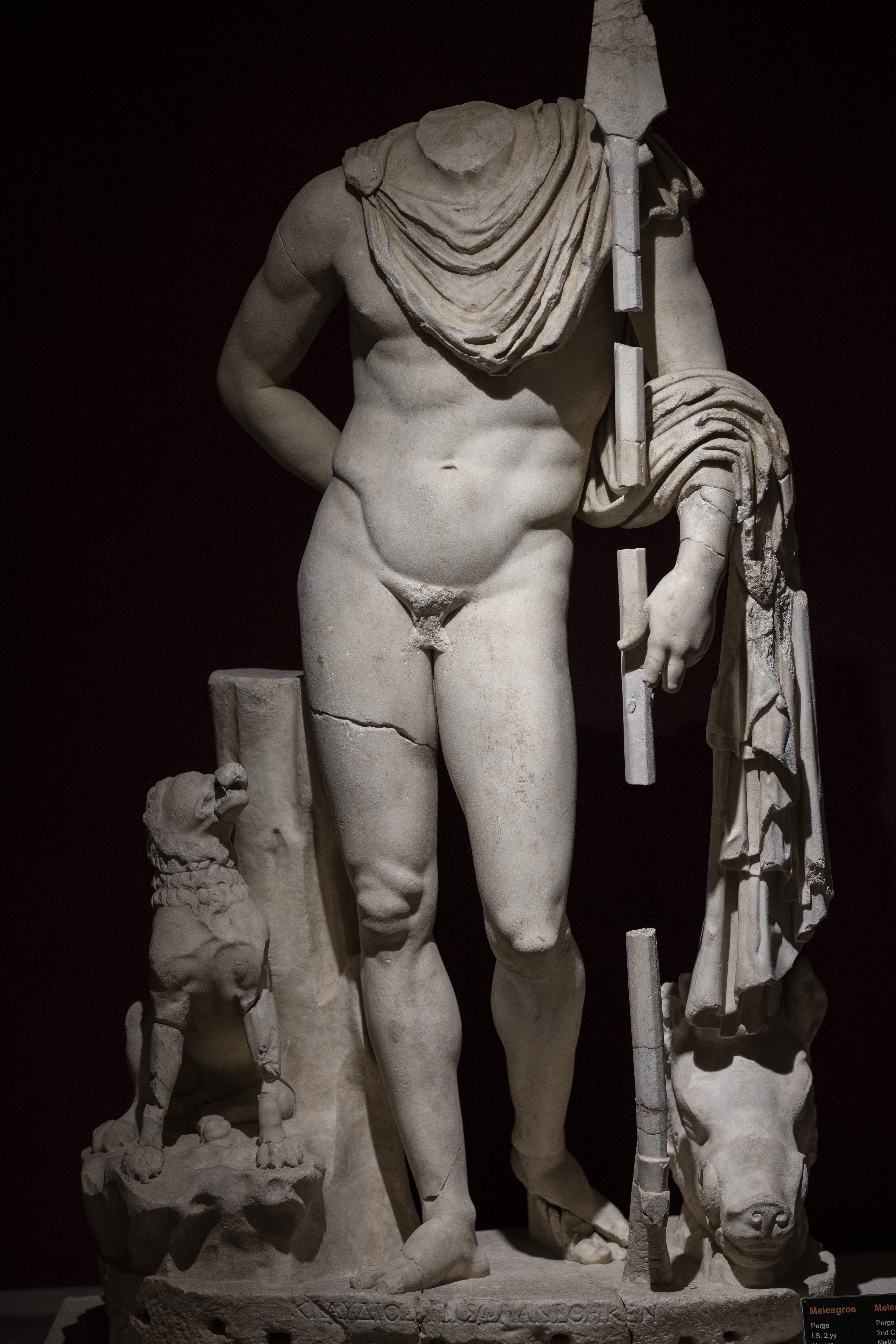
Statue de Méléagre. IIe siècle, d'après un original attribué à Scopas. H. 2,07 m
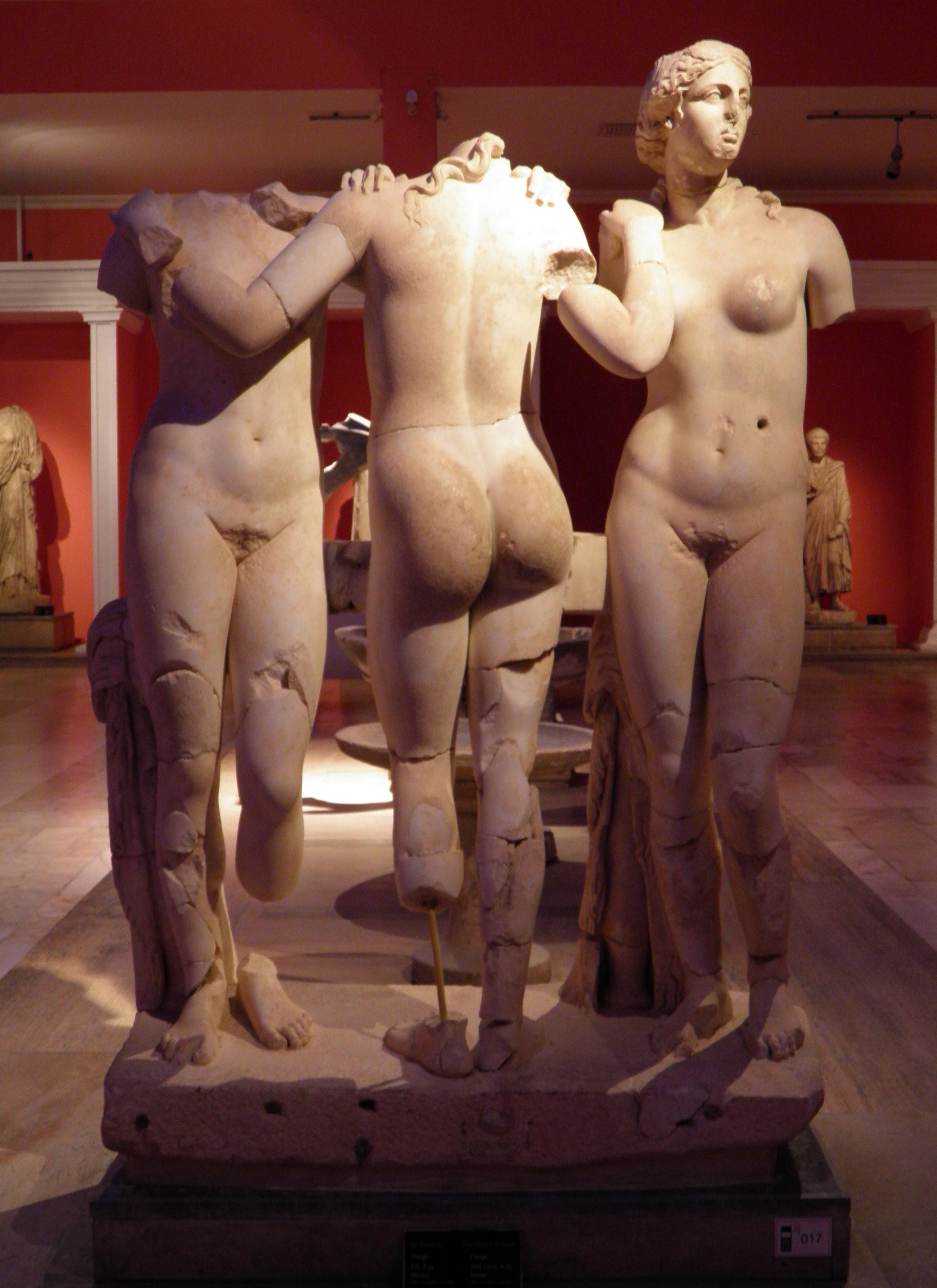
Groupe des Trois Graces, trouvé dans les thermes du Sud, Pergé. Marbre blanc à grains fins.  H. 1,79 m

#### Statues impériales
Ici sont aussi exposées des statues représentant des empereurs, des impératrices et d'autres personnages de l'époque romaine. Toutes trouvées dans les fouilles de Pergé. Au centre de la salle se trouve une grande statue de Plancia Magna, une grande dame de l'aristocratie qui a dépensé toute sa richesse à l'embellissement de la ville de Pergé pendant sa période dorée. On rencotre donc aussi des statues des empereurs Hadrien et Septime Sévère ainsi que sa femme Julia Domna, le co-empereur de Rome Lucius Verus, les empereurs Trajan et Caracalla, et enfin Alexandre le Grand, roi de Macédoine.

#### Salle des sarcophages romains
Des sarcophages de la période romaine de Pamphilia et Sidemara sont exposés ici dont le sarcophage de Domitias, et celui montrant les douze travaux d'Hercule.

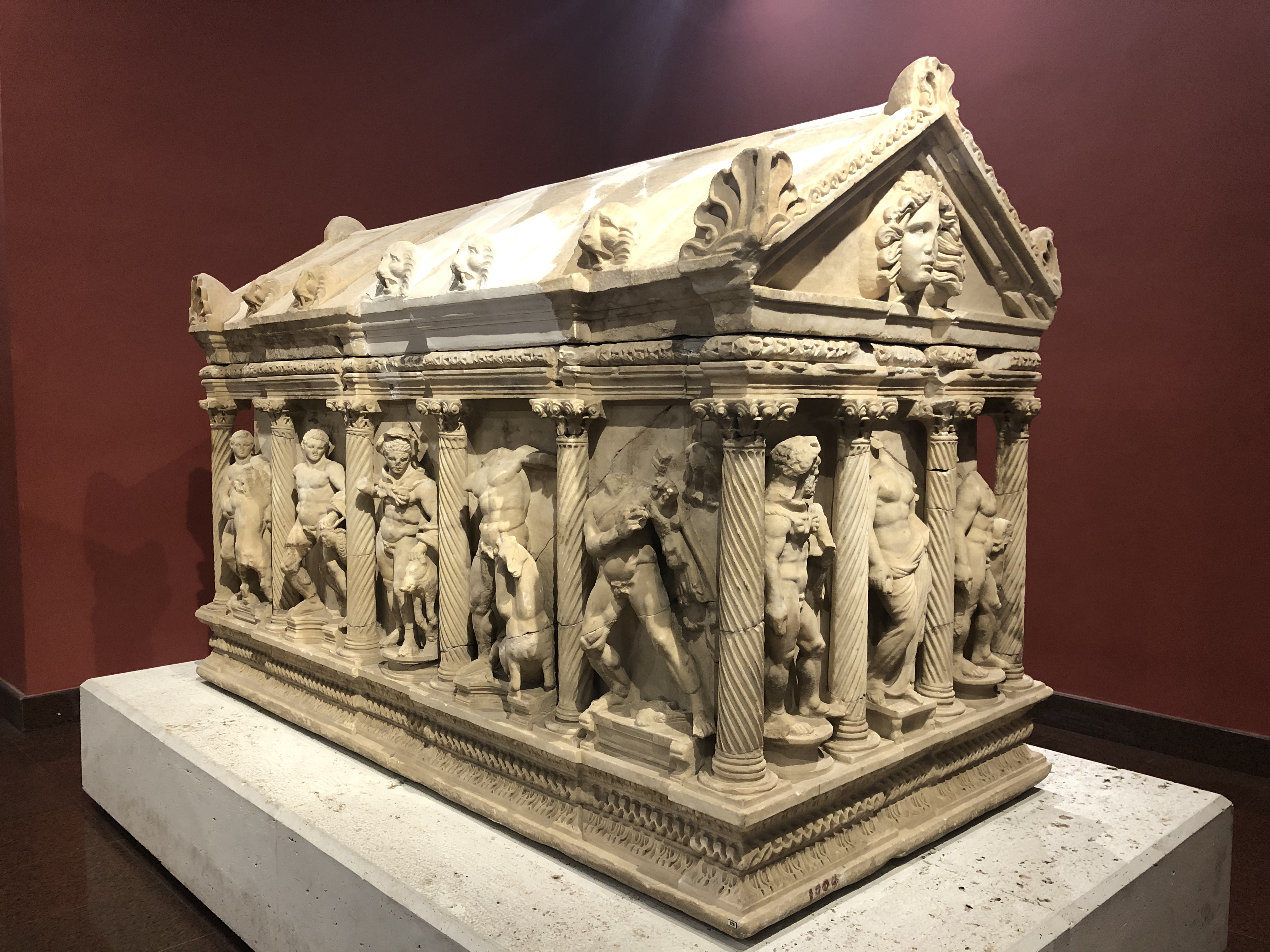
Sarcophage d'Hercule (type anatolien à colonnes, de Perge)
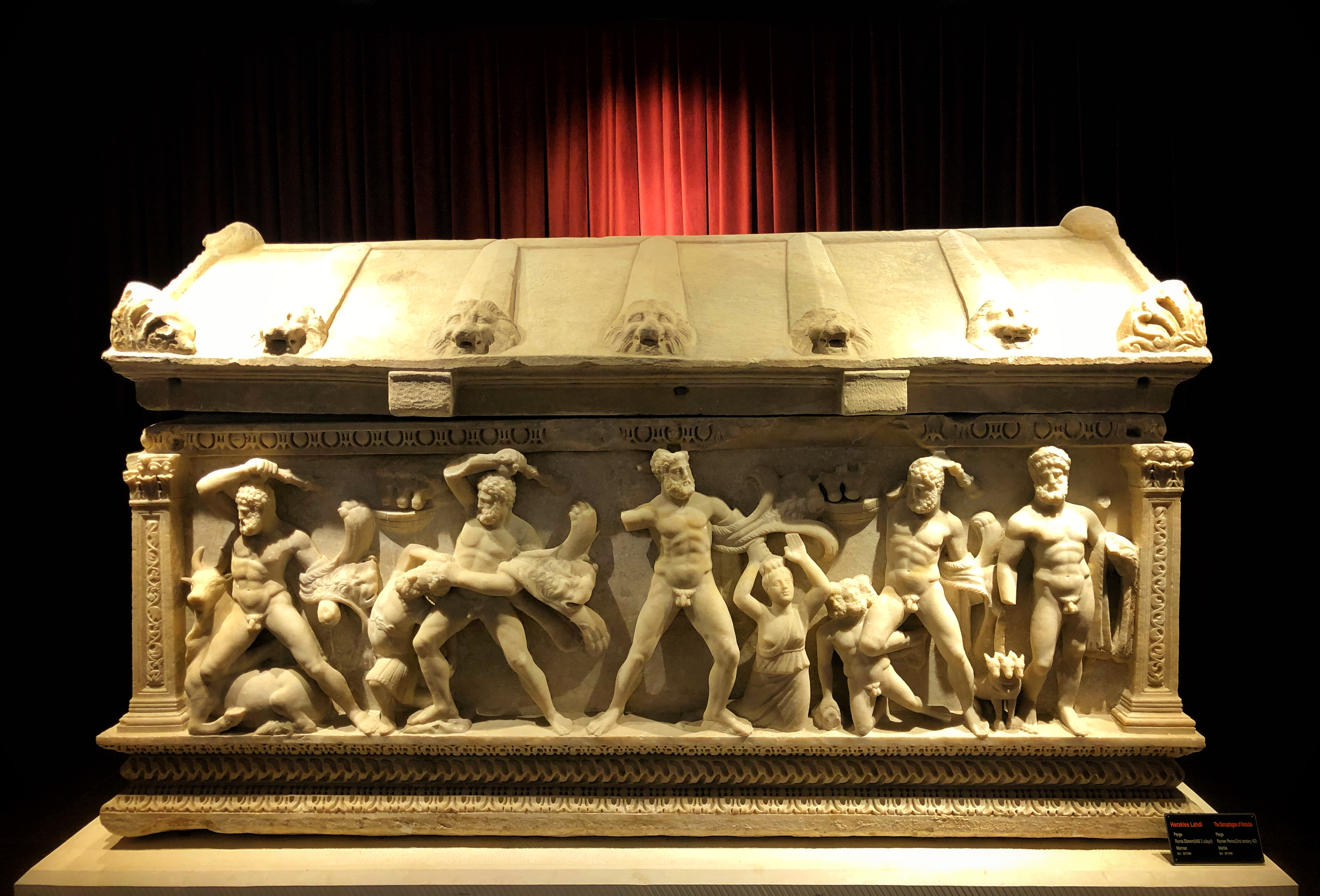
Sarcophage d'Hercule.
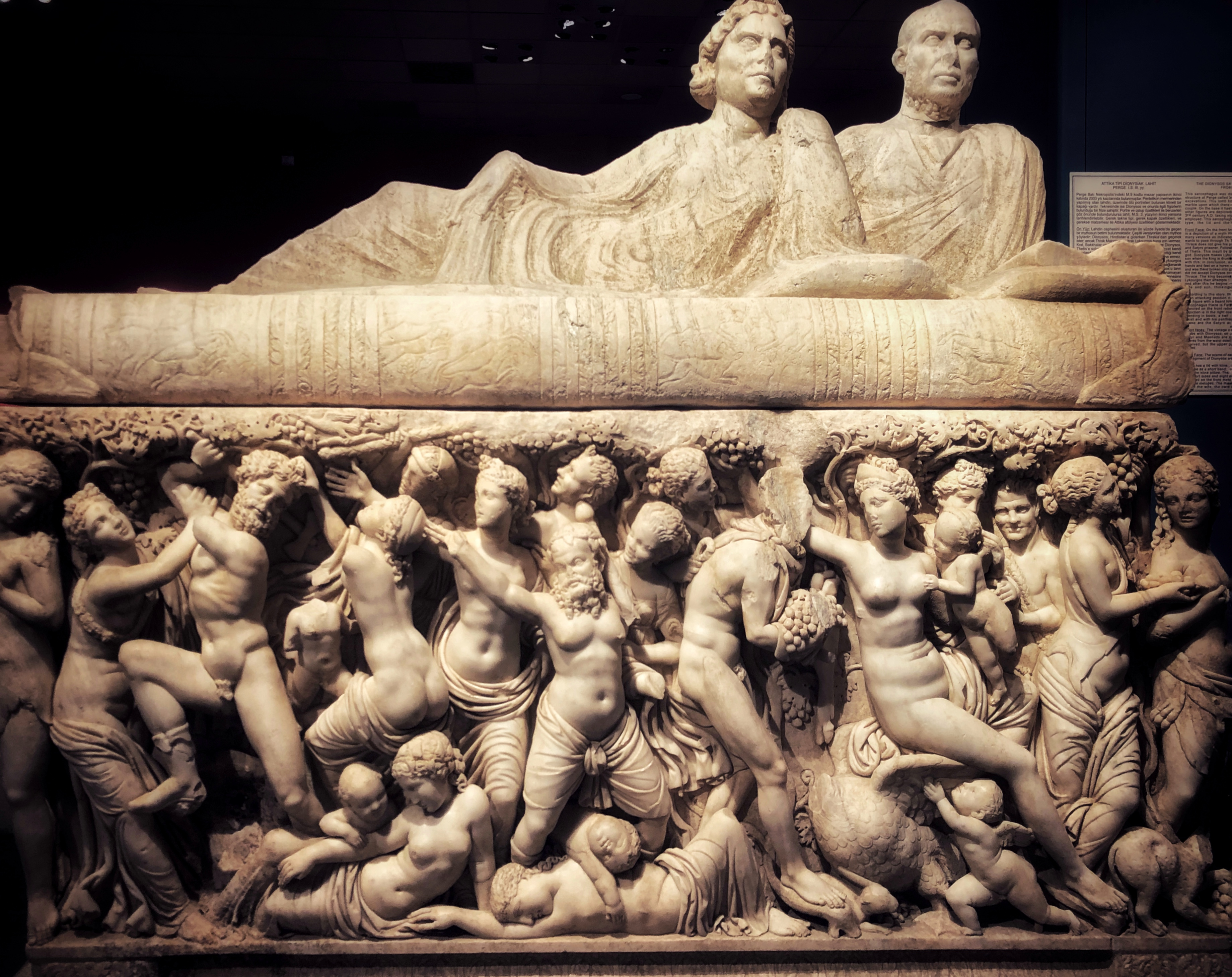
Sarcophage aux scènes dionysiaques et son couvercle avec le portrait d'un couple
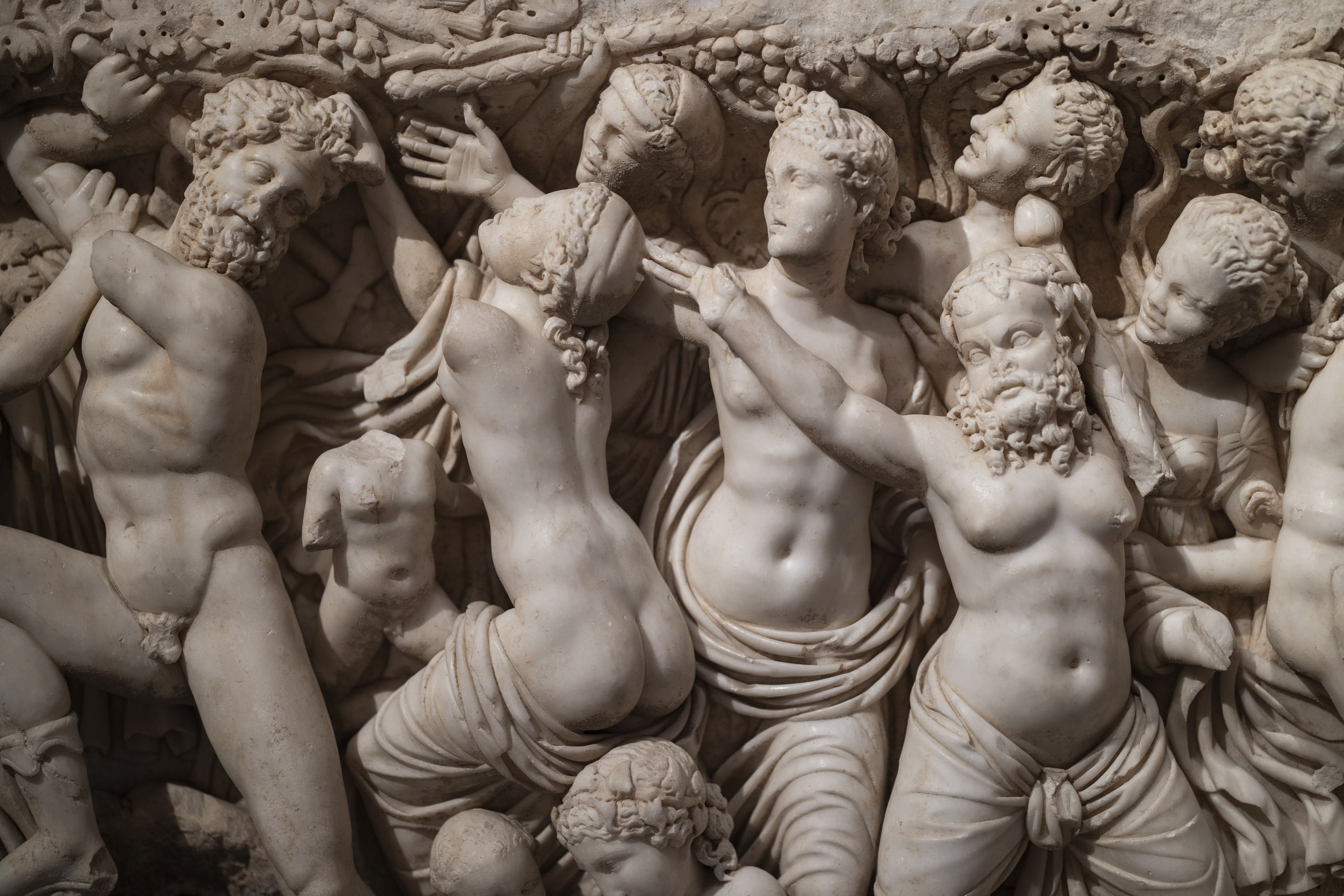
Idem, détail avec Dionysos

### Salle des mosaïques
Ici sont exposées des mosaïques de la période byzantine trouvées dans la région d'Antalya.

### Salle des artefacts de l'église
Des illuminations d'église en bois illustrant la vie de Jésus-Christ sont exposées ainsi que des artefacts représentant Saint Nicolas et ses reliques sacrées.

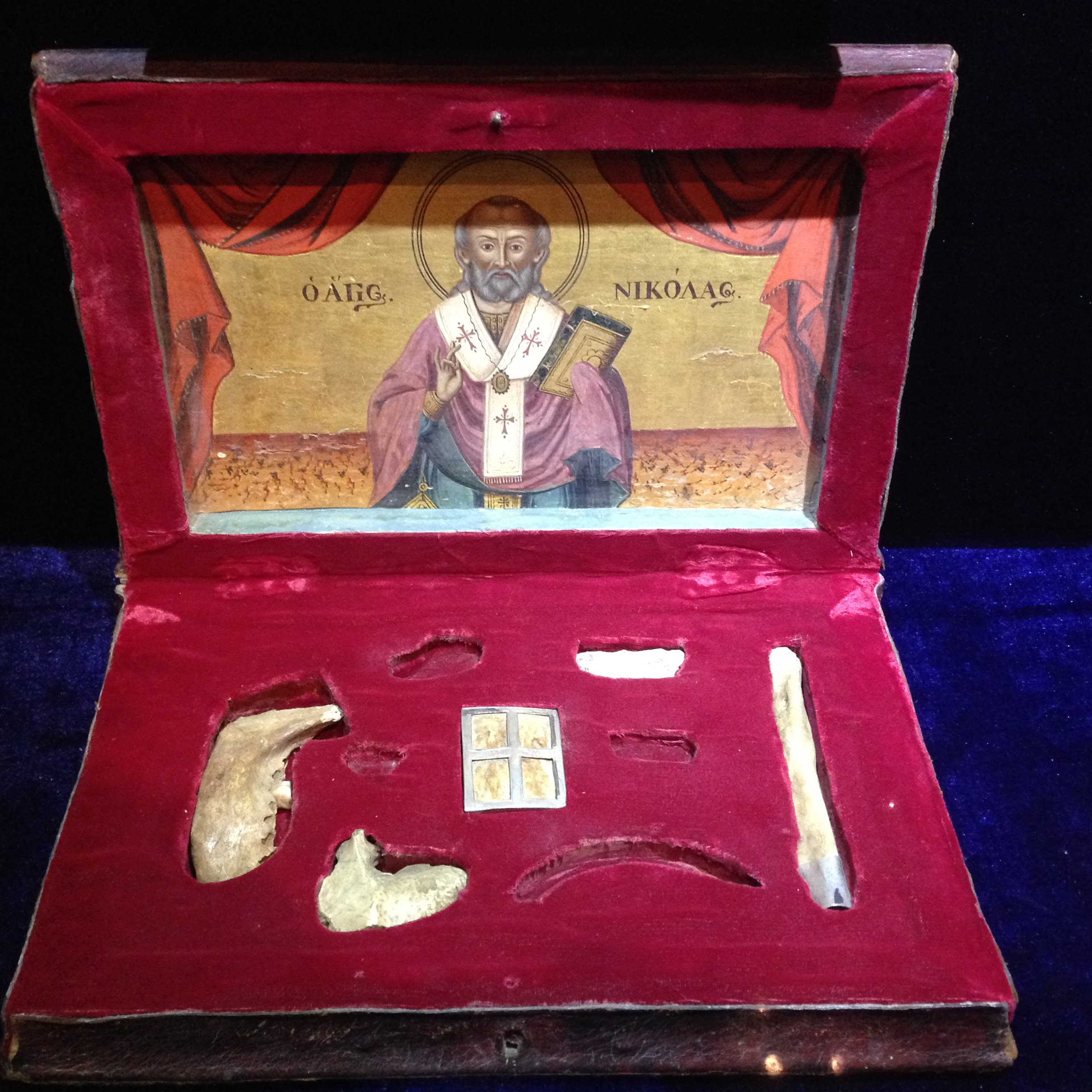
Reliques sacrées en os de Saint-Nicolas, Antalya

### Salle des petits objets
Ici sont exposés des lampes et des objets en verre datant des périodes romaine et byzantine, un plateau en argent incrusté d'or trouvé par des chasseurs de trésors à Kumluca, des porte-encens et des lampes (VIe siècle apr. J.-C.). À l'avant de la pièce se trouvent des figures de linteau d'une tombe trouvée en face de Limyra.

### Salle des monnaies
Des exemples de pièces d'or, d'électrons, d'argent et de cuivre des périodes hellénistique à ottomane sont présentés ici.

### Salle des œuvres de la période islamique
Cette salle contient des exemples de carreaux seldjoukides et ottomans, des tapis anatoliens de la période ottomane, des inscriptions, des livres, des chandeliers, des lampes, des accessoires de derviche, etc.

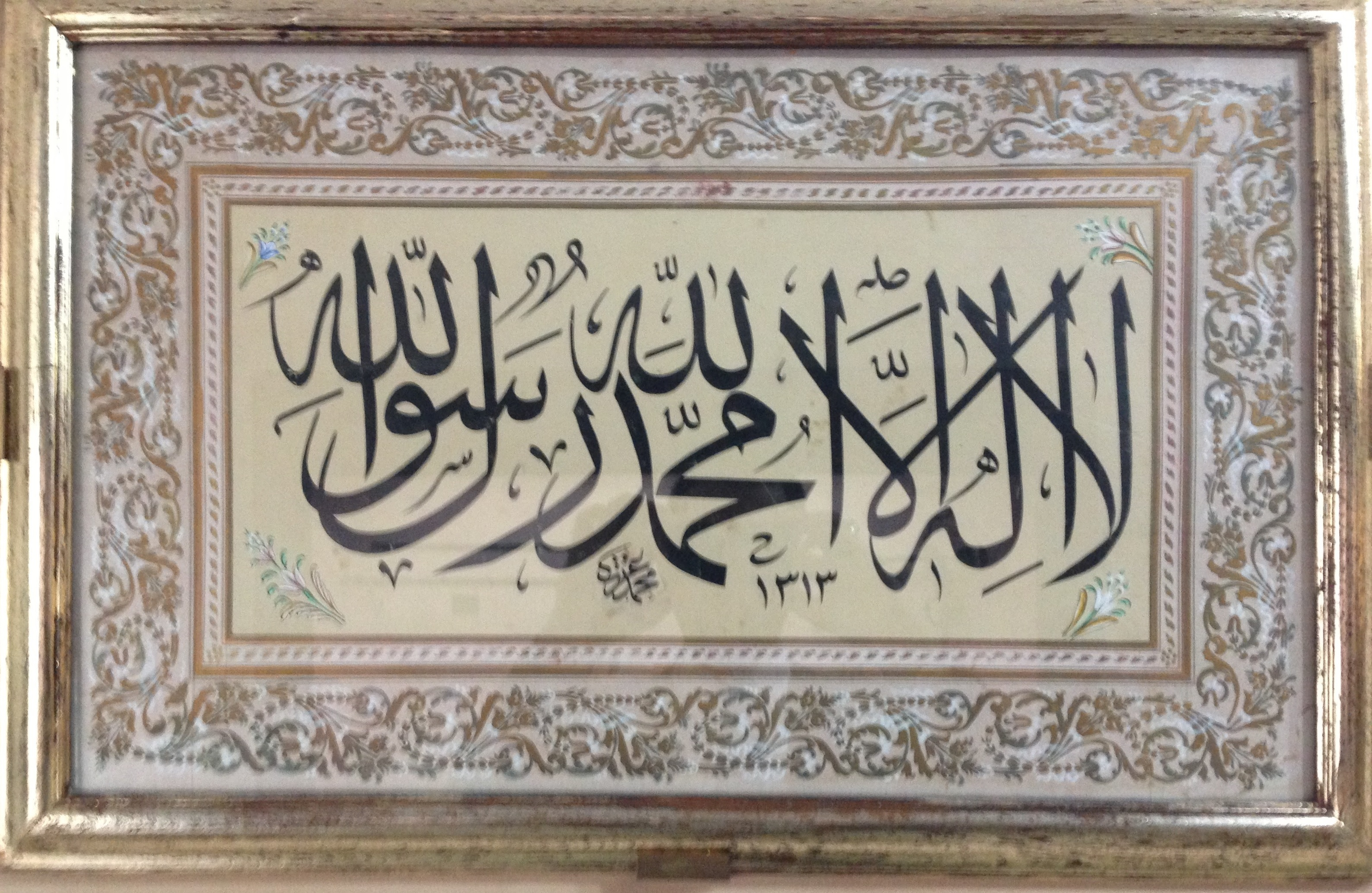
Le témoignage de foi dans la calligraphie Thuluth par Kazasker Zade Mehmet Izzet Efendi, 1313 AH (1895 AD)

### Salle Ethnographique
Ici sont exposés des vêtements, des broderies, des armes et des objets métalliques de la région d'Antalya. Un coin de la pièce a été aménagé comme une maison anatolienne typique.

## Voir également
- Antalya
- Musée d'archéologie d'Istanbul
- Musée des civilisations anatoliennes